# Commanderie de Saint-Antoine de Troyes
Pour les articles homonymes, voir Antonins.
La commanderie de Saint-Antoine de Troyes ou Antonins regroupe les frères de l'ordre religieux hospitalier des chanoines réguliers de Ordre hospitalier de Saint-Antoine qui fonctionna à Troyes.

## Histoire

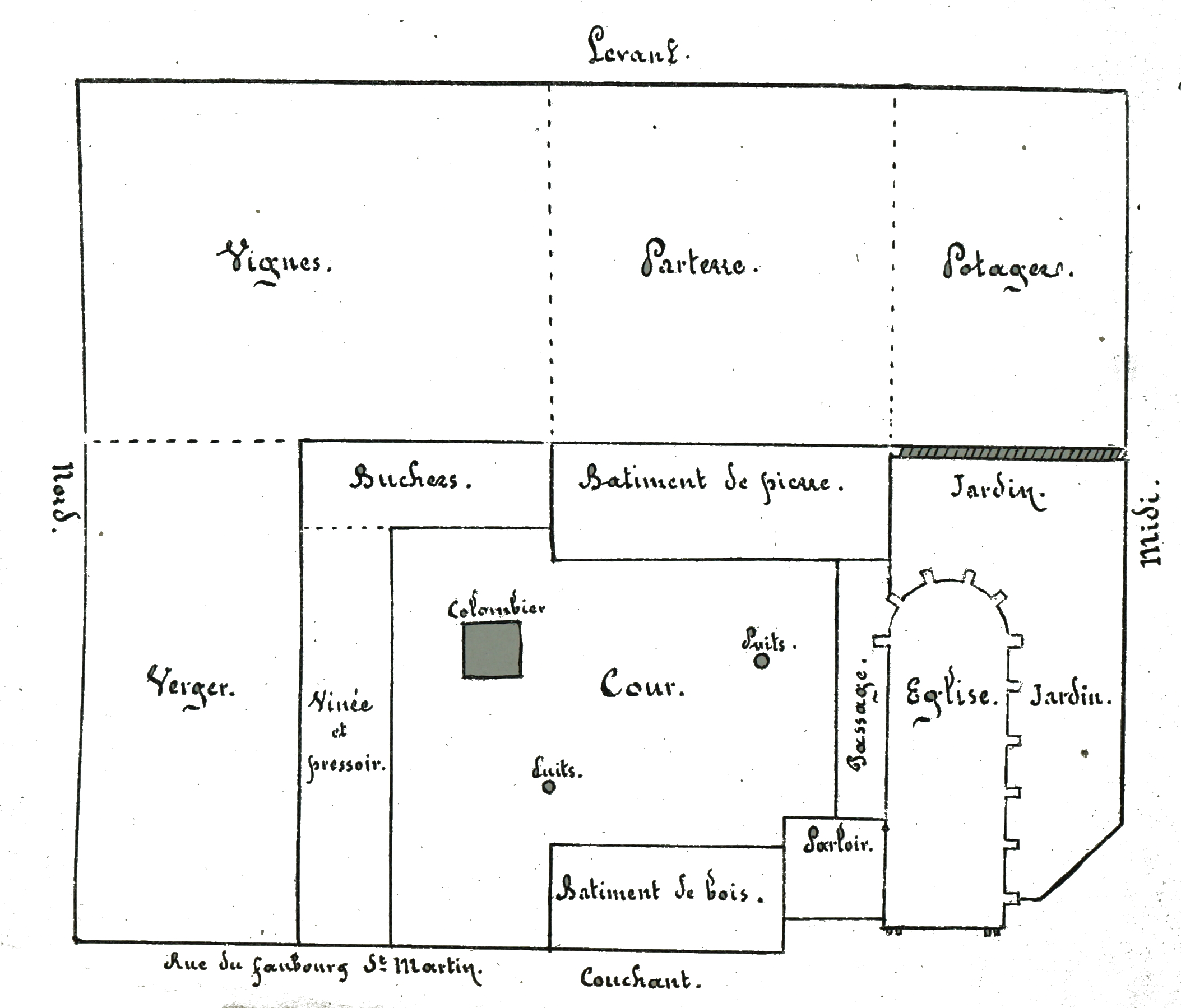
La maison en 1760 à st-Martin.

Les Antoniens eurent trois fondations différentes à Troyes au cours de leur histoire, dont la dernière les situait à Saint-Martin-ès-Vignes.
Ils sont connus par une charte de Thibaut V de Champagne qui leur donne 120 arpents de bois en la forêt de l'Isle. En 1294 la maison de l'ordre était en la rue des Buchettes. En 1338 ils eurent l'autorisation de s'établir au faubourg de St-Martin dans les murs d'un bien qui leur a été donné par Aldebrandin de Sienne, médecin à Troyes. Leur église et leur cimetière fut bénit en 1341. Leurs bâtiments rasés en 1590 sur l'ordre du comte de saint-Pol, commandant pour la Ligue de la ville de Troyes ; ils s'établirent près de la nouvelle l'église Saint-Martin. Outre les dons, ils avaient l'autorisation de quêter, en particulier en la cathédrale et ils avaient quinze lits pour les indigents.
Les Antonins s'emploient à donner des soins et plus particulièrement à ceux qui sont atteints du mal des ardents. L'Ordre décline rapidement au XVIIe siècle, puis, le 17 décembre 1776, il est uni à l'ordre de Saint-Jean de Jérusalem par lettres patentes à la suite de l'action de la Commission des réguliers. Il ne restait alors plus que vingt Antonins en Champagne. Le pape Pie VI valide la fusion et donne tous leurs biens à l'ordre de Saint-Jean de Jérusalem. L'ordre des Antonins fusionne seulement en 1770 avant de disparaître complètement d’Europe en 1803.
En 1779, l'ordre de Saint-Jean de Jérusalem vendit les bâtiments de la commanderie aux Ursulines, bâtiment qui devint le Petit-séminaire avant d'être saisi lors de l'application de la loi de 1905 sur la séparation de l’Église et de l’État. Elle devint alors un lycée de filles.

## Commandeurs
- 1322 : Jean de Châteauneuf[1],
- 1425 : Pierre de Provins,
- 1458 : Arnould le Vassault[2],
- 1470 : Nicolas de Ramaudière[3],
- 1492 : Pierre Laire ou Larré[4],
- 1510 : Jean de Latisco[5],
- 1591 : Louis de Lanjac aussi abbé de st-Antoine en Viennois,
- 1633 : Michel Ferré,
- 1645 : François Colbert,

...
- 1776 : N. Duquesnoy, receveur. Après ce ne sont plus que des procureurs-receveurs.